# Йылмаз, Джевдет
Джевде́т Йылма́з (тур. Cevdet Yılmaz; род. 1 апреля 1967, Бингёль) — турецкий политический и государственный деятель, вице-президент Турции с 3 июня 2023 года. Ранее он занимал пост министра развития с 2011 по 2015 год и снова с 2015 по 2016 год.

## Биография
Джевдет Йылмаз родился 1 апреля 1967 года в курдском городе Бингёль.
После окончания средней школы в Бингёле в 1983 году Йылмаз с отличием окончил факультет экономики и административных наук государственного управления Ближневосточного технического университета в 1988 году. В 1989 году он начал работать в Государственной плановой организации.
В период с 1992 по 1994 год Йылмаз уехал в Соединённые Штаты и окончил факультет международных отношений Университета Денвера. На факультете политологии и государственного управления Билкентского университета Йылмаз получил докторскую степень. В 2003 году Йылмаз был назначен в Генеральный директорат по отношениям с ЕС.
На выборах 2007 года Йылмаз был избран депутатом от Бингёля. 1 мая 2009 года он был назначен государственным министром во втором кабинете Реджепа Тайипа Эрдогана. 6 июля 2011 года Йылмаз стал министром развития в третьем кабинете Эрдогана.
3 июня 2023 года назначен вице-президентом Турции.